# 833

## Decese
- 9 august: Al-Mamun  (n. 786)